# Paziriki szőnyeg

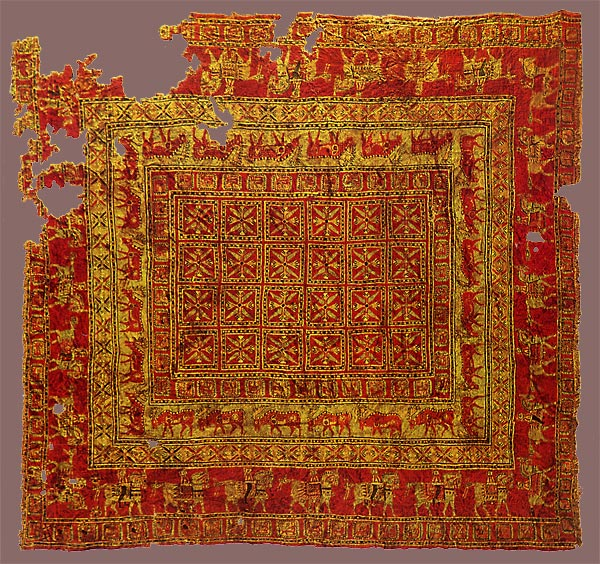
A paziriki szőnyeg, amely több ezer éve jól megőrzött, de nem maradt meg teljesen

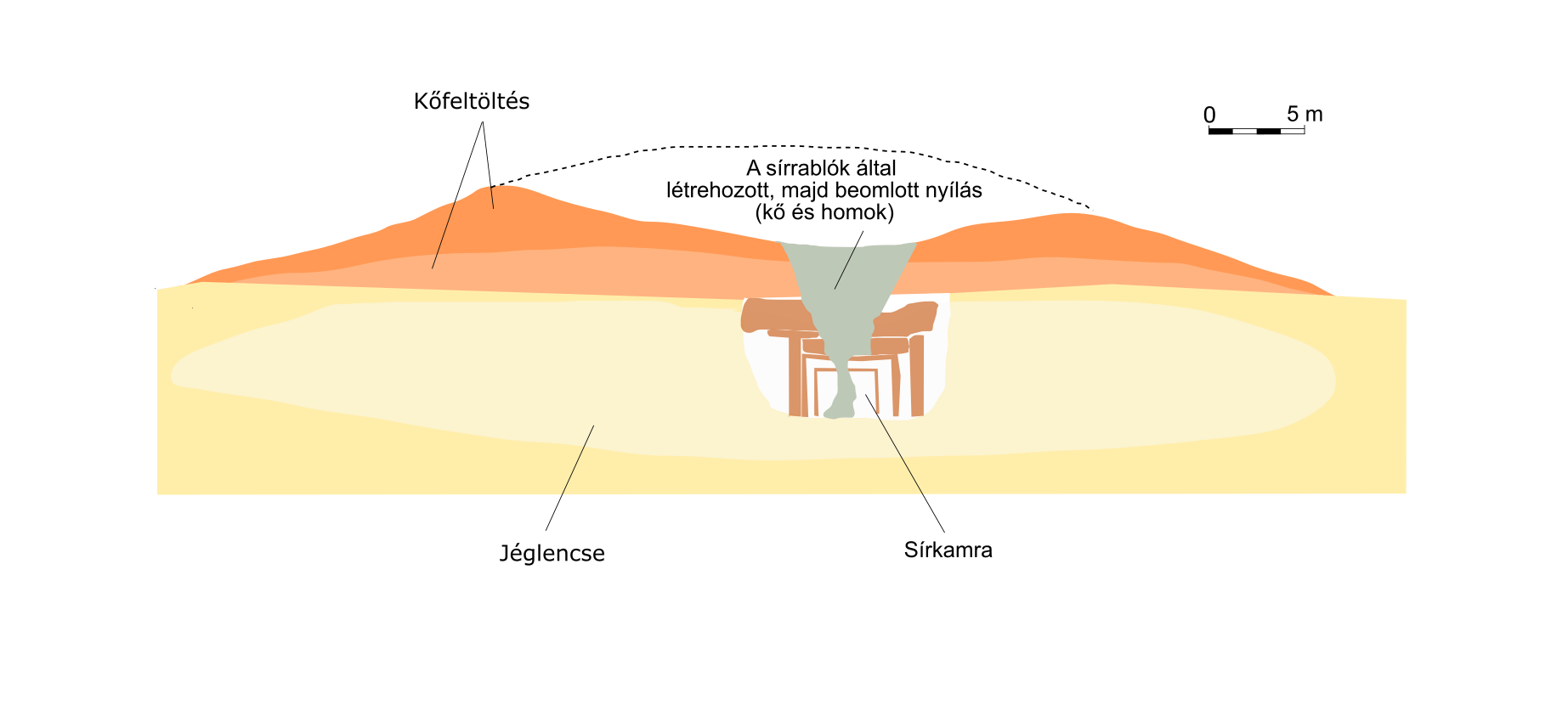
Az 5. sz. kurgán sematikus ábrázolása sírrablók által hátrahagyott nyílással és jéglencsével

A paziriki szőnyeg a világ legrégebbi ismert kézi csomózású keleti szőnyege, melyet 1948-ban tártak fel a szibériai Altajban, Pazirik lelőhelyen, az úgynevezett Pazirik-völgyben, 1600 méter magasan a tengerszint felett, feltehetően egy altáji fejedelem sírjában. Az itt talált szőnyeg is szemlélteti, hogy milyen jól készítették a kézi csomózású szőnyegeket már több ezer évvel ezelőtt is. A radiokarbon-vizsgálat kimutatta, hogy a pazirik szőnyeget az i. e. 5. században szőtték, tehát körülbelül 2500 éves. A fejlett szövési technikák és a kifinomult tervezés és kivitelezés, amelyet ezen a szőnyegen alkalmaztak, azt feltételezik, hogy a szőnyegszövés művészete sokkal régebbre nyúlik vissza, mint a Kr. e. 5. század, és legalább 4000 éves lehet. A szőnyeg ma az oroszországi Szentpéterváron lévő Ermitázs múzeumban található.

## Története
A felfedezés helye a Pazirik-völgy volt, az Altaj területén, a Bolsoj Ulagan folyó vidékén. Az ősi kultúrák a szibériai Altaj hegység vidékén évezredeken át virágoztak. A régészek itt tárták fel az úgynevezett paziriki kultúra régi temetkezési komplexumait. E kultúra az Altaj régióban körülbelül 2500 évvel ezelőtt, i. e. 600 végétől i. e. 200 elejéig létezett.
A sírhalmot 1949-ben Szergej Rudenko orosz régész fedezte fel, Dél-Szibériában, egy szkíta fejedelem sírjának feltárása közben. Ekkor akadt a szőnyegre a Pazirik-völgyben, Bolsoj Ulagan folyó vidékén, egy sírhalom maradékában. 
Az altáji fejedelmet, számos értékes holmijával, köztük a paziriki szőnyeggel együtt temették el. Sajnos a sírhalmot nem sokkal a keletkezése után a szőnyeg kivételével megfosztották értékes darabjaitól. A szőnyeg a későbbi idők során félig megfagyott, mert a tolvajok nem vették a fáradságot, hogy befedjék a tárgyakért kiásott gödröt, így a gödör a sírban az elemeknek kitéve maradt. A lelőhely területe kívül esik a permafroszt övezetén, de a sírba a sírrablók által hagyott nyíláson a sírkamrába csapadék és hideg levegő került, ami aztán mint egy jégbarlangban lencsét hozott létre, megfagyasztotta a szőnyeget, egy vastag jégrétegben megőrizve és védve azt, lehetővé téve, hogy a paziriki szőnyeg máig fennmaradhasson.
Az i. e. 500-ból származó szkíta fejedelem sírja a 183 cm x 200 cm méretű paziriki szőnyegen kívül még számos kincset tartalmazott. ,

## A szőnyeg mintázata

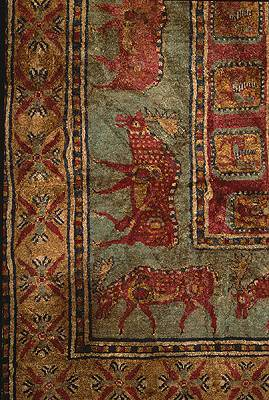
Részlet a szegélyről

A szőnyeget ügyes kézművesek készítették a hagyományos török csomózási rendszer alkalmazásával. E szőnyegek készítésének hagyományát a Közép-Ázsiát két évezreddel ezelőtt megszálló nomád török törzsektől származtatják, de a szőnyegkészítésnek ez a  hagyománya a mai modernebb gyakorlatok mellett is fennmaradt. 
Az ősi, átlagosan négyzetcentiméterenként 200-270 szimmetrikus csomót tartalmazó ősi szőnyeg díszítése élénk és változatos. Központi résztét 24 kereszt alakú figura borítja, amelyek mindegyike 4 stilizált lótuszbimbóból áll. Ezt a kompozíciót egy griffekből álló szegély keretezi, amelyet egy másik, 24 dámszarvasból álló szegély követ. E két szegély közüli legterjedelmesebb 28 lovas és leszálló férfi figurát tartalmaz.

## Eredete
A paziriki szőnyeg eredete nem teljesen ismert. Egyes szakértők szerint Iránhoz köthető, valószínűleg Közép-Ázsiai eredetű, az Altaj-hegység ősi népeinek és a közel-keleti régióból származó emberek kapcsolatainak köszönhetően.
A Pazirik-kultúra egy iráni eredetű szkíta nomád vaskori régészeti kultúra volt, amely a Kr. e. 6. és a Kr. e. 3. század között élt. Azonosításukat a szibériai permafrosztban az Altaj (Altaj) hegységben, Kazahsztánban és Mongóliában feltárt leletek és mumifikálódott emberek tették lehetővé.
A paziriki temetkezések sírjaiból előkerült figyelemre méltó textíliák közé tartozik a paziriki szőnyeg, mely egyúttal a legrégebbi hímzett kínai selyem is.